# Kniha Omni
Omni je název oddílu v Knize Mormonově, americkém náboženském díle, které roku 1830 vydal Joseph Smith. Její děj se má odehrávat mezi lety 323 př. n. l.-150 př. n. l. Za autora je tradičně považován prorok Enos. Autorem však může být také americký teolog z 19. století, Joseph Smith.

## Vznik a pozadí
Kniha Omniova je součástí Knihy Mormonovy - náboženské knihy mormonského náboženství, která byla sepsána (přeložena) Josephem Smithem na počátku 19. století. Panují pochyby o to, zda je kniha skutečným historickým dokumentem.

## Obsah
Kniha obsahuje svědectví o objevení lidu Zarahemlova, který údajně pocházel z Muleka, syna judského krále Sedechiáše. Objevitelem této odlišné kultury v Mezoamerice byl Mosiáš I., charismatický vůdce lidí, kteří pod jeho velením a kvůli slovům proroků uprchli ze své domoviny a podle Kniha Mormonova tak unikli jisté zkáze. Tento exodus Mosiášovy náboženské obce ze země Nefi do země Zarahemla tvoří ústřední motiv rané zarahemlovské teologie, jak je vidět ve struktuře o něco pozdější Kniha Mosiáš. Ta pojednává o prvních dvou nástupcích Mosiáš I. a opakuje motiv exodu v dalších příbězích.
Kniha Omni obsahuje také proroctví o očekávaném Kristu. Odehrává se kolem roku 323-130 př. Kr.